# Lapras
Lapras (japanski: ラプラス Rapurasu) jedan je od 1025 fiktivnih vrsta Pokémona iz medijske franšize Pokémon, skupa Pokémon videoigara, animiranih serija, manga stripova, knjiga, igraćih karata i drugih medija kojima je tvorac Satoshi Tajiri. Svrha je Laprasa u videoigrama, animiranoj seriji i manga stripovima, kao i svrha ostalih Pokémona, borba s divljim Pokémonima – neukroćenim stvorenjima koje igrači i likovi pronalaze dok kreću na razne avanture – i pripitomljenim Pokémonima drugih Pokémon trenera.

## Etimologijaimena
Laprasovo je ime zapravo promijenjena inačica njegovog japanskog imena koje glasi Laplace. Japansko ime vjerojatno vuče korijene iz imena matematičara Pierre-Simona Laplacea koji je napisao nekoliko knjiga o matematičkim svojstvima mora i plima. 
Njegovo je anglizirano ime u početku trebalo glasiti Nessie, što očito vuče korijene iz nadimka poznatog čudovišta iz jezera Loch Ness. Isto tako, njegovo bi ime mogla biti kombinacija riječi "lap", glagola koji opisuje udaranje vala u obalu, i ženskog sufiksa "ras". Riječ lapis bi isto mogla imati nekog utjecaja na njegovo ime zbog duboke plave boje njegova tijela.

## Pokédex podaci
- Pokémon Red/Blue: Pokémon koji je krivolovom doveden pred sam rub izumiranja. Sposoban je prevesti ljude preko vode.
- Pokémon Yellow: Nježna duša koja može čitati misli ljudi. Sposoban je prevesti ljude na svojim leđima preko vode.
- Pokémon Gold: Posjeduju nježna srca. Rijetko se bore, zbog čega su brojni lako uhvaćeni. Njihov je broj u opadanju.
- Pokémon Silver: Prevozi ljude na svojim leđima preko mora. Sposoban je pjevati očaravajućim glasom ako je dobre volje.
- Pokémon Crystal: Ovaj nježni Pokémon obožava prevoziti ljude i pruža veoma udoban način prijevoza preko vode.
- Pokémon Ruby/Sapphire: Ljudi su Laprasa doveli pred sam rub izumiranja. Tijekom noći, ovi Pokémoni osamljeno pjevaju u potrazi za ostalima svoje vrste.
- Pokémon Emerald: Ljudi su Laprasa doveli pred sam rub izumiranja. Tijekom noći, ovi Pokémoni osamljeno pjevaju u potrazi za ostalima svoje vrste.
- Pokémon FireRed: Njegova visoka inteligencija dopušta mu shvaćanje ljudskog jezika. Voli prevoziti ljude na svojim leđima.
- Pokémon LeafGreen: Pokémon koji je krivolovom doveden pred sam rub izumiranja. Sposoban je prevesti ljude preko vode.
- Pokémon Diamond/Pearl: Obožava prevoziti ljude i Pokémone na svojim leđima preko mora. Razumije ljudski jezik.

## U videoigrama
U igrama Pokémon Red, Blue i Yellow, igrač Laprasa dobiva na dar nakon što pobijedi svog supranika u zgradi Silph Co. smještenoj u gradu Saffronu. U igri Pokémon FireRed i LeafGreen, igrač ga može dobiti na prethodno spomenut način, kao i susresti ga u Icefall spilji (šansa da ga igrač susretne u spilji iznosi 1%).
U igrama Pokémon Gold, Silver i Crystal, Lapras se pojavljuje svakog petka (prema unutrašnjem satu igre) u Union spilji. Ako ga igrač uhvati ili pobijedi, novi se pojavljuje sljedećeg petka.
U igri Pokémon XD: Gale of Darkness, igrač ga može oteti Cipher Adminu Eldesu na otoku Citadark.
Lapras ima nadprosječne statistike, posebno u HP i Special Defense statusima. Istovremeno, posjeduje Pokémon sposobnost Upijanja vode (Water Absorb), koju dijeli s Vodenim Pokémonima poput Vaporeona i Quagsirea, što ga čini potpuno imunim na Vodene napade, koji mu istovremeno povraćaju snagu.
S dolaskom igara Pokémon Diamond i Pearl, mnogo je ljudi vjerovalo kako je novi Pokémon imena Shellos Laprasova prethodna evolucija. Oba Pokémona imaju sličnu građu tijela, te su oba Vodenog tipa. Doduše, glasina je kasnije opovrgnuta, nakon što je potvrđeno kako Shellos ima svoju evoluciju, Gastrodona. Laprasa se u istoimenoj igri može uhvatiti u posebnoj prostoriji Puta pobjede koja se otvara nakon što igrač dobije Nacionalni Pokédex. 

## Tehnike
| Prirodne tehnike               | Prirodne tehnike | Prirodne tehnike |
| ------------------------------ | ---------------- | ---------------- |
| Tehnika                        | Vrsta tehnike    | Razina           |
| Vodeni pištolj (Water Gun)     | Vodeni           |                  |
| Režanje (Growl)                | Normalni         |                  |
| Pjevanje (Sing)                | Normalni         |                  |
| Magla (Mist)                   | Ledeni           | 4                |
| Zbunjujuća zraka (Confuse Ray) | Duh              | 7                |
| Ledena krhotina (Ice Shard)    | Ledeni           | 10               |
| Vodeni puls (Water Pulse)      | Vodeni           | 14               |
| Tresak tijelom (Body Slam)     | Normalni         | 18               |
| Ples kiše (Rain Dance)         | Vodeni           | 22               |
| Pjesma propasti (Perish Song)  | Normalni         | 27               |
| Ledena zraka (Ice Beam)        | Ledeni           | 32               |
| Slana voda (Brine)             | Vodeni           | 37               |
| Tjelesni čuvar (Safeguard)     | Normalni         | 43               |
| Vodena crpka (Hydro Pump)      | Vodeni           | 49               |
| Apsolutna ništica (Sheer Cold) | Ledeni           | 65               |

## Statistike
| HP:      | 130 |  |
| Attack:  | 85  |  |
| Defense: | 80  |  |
| Special: | 95  |  |
| SpAtk:   | 85  |  |
| SpDef:   | 95  |  |
| Speed:   | 60  |  |

Statistika Special korištena je samo tijekom prve generacije; kasnije je podijeljenja na Special Attack i Special Defense statistike.

## U animiranoj seriji
Laprasovo prvo pojavljivanje u Pokémon animiranoj seriji bilo je u epizodi 65, "Holiday Hi-Jynx", gdje je uvojačio Asha i njegove prijatelje u ime Djeda Božićnjaka. Ovaj je Lapras pokazao sposobnost telepatskog komuniciranja s ljudima na ljudskom jeziku, unatoč tomu što ne posjeduje psihičke moći. Ista se epizoda više ne prikazuje u Americi zbog prikazivanja Jynxa, kojeg su mnogi protumačili kao izrugivanje afroamerkanaca.
Laprasova je vrsta prikazivana mnogo češće tijekom Ashovih putovanja kroz Orange otoke. Nedugo nakon njegova dolaska na otoke, Ash je pronašao mladog Laprasa koji je slučajno bio odvojen od njegova jata, spasivši ga od bezobzirnih trenera i Tima Raketa.
Kasnije, Lapras se pridružio protagonistima i služio im kao prijevozno sredstvo kroz Orange arhipelag do pronalaska svoje obitelji. Nekoliko je puta korišten i u nekim od Ashovih borbi u Orange ligi. Lapras je napokon pronašao svoju obitelj i napustio Asha. Kasnije se susreću u epizodi 259, "Lapras of Luxury", kada Lapras spašava čitavo svoje jato od Tima Raketa i postaje njegov vođa.
Pryce, Vođa dvorane grada Mahoganyja, isto posjeduje Laprasa. Doduše, nije ga koristio u dvoranskoj borbi protiv Asha.
Kasnije, Laprasa je koristila Saori, jedna od Mayinih suparnica na Kanto Grand Festivalu.